# Itera-Katjoesja
Itera-Katjoesja (Russisch: Итера-Катюша) is de opleidingsploeg van de Russische wielerploeg Katjoesja.
De ploeg bestaat sinds 2010 onder deze naam en heette eerder Katjoesja Continental Team. De ploeg heeft al enkele talenten afgeleverd waarvan sommigen doorstromen naar het Katjoesja-team. Er reed in 2011 ook een Nederlander voor de ploeg, namelijk Remmert Wielinga, die eerder al drie jaar voor Rabobank uitkwam.

## Bekende Renners
- Petr Ignatenko
- Timofej Kritski
- Aleksandr Mironov
- Nikita Novikov
- Aleksandr Porsev
- Remmert Wielinga

## Seizoen 2014

### Transfers
| Inkomend            | Team 2013    | Uitgaand              | Team 2014   |
| ------------------- | ------------ | --------------------- | ----------- |
| Victor Manakov      | Team RusVelo | Konstantin Jakimov    | Team 21     |
| Michail Akimov      | Helicopters  | Kirill Jegorov        | Team 21     |
| Kirill Jazewitsch   | Helicopters  | Aleksej Rjabkin       | Team 21     |
| Alexander Foliforov | Helicopters  | Denis Schujkov        | Team 21     |
| Mamir Stasch        | Helicopters  | Matvei Subov          | Helicopters |
| Ajdar Sakarin       | Helicopters  | Konstantin Kuperassov | Onbekend    |
| Pavel Ptaschkin     | Lokosphinx   | Aleksander Rotjakov   | Onbekend    |
| Ildar Arslanov      | Neo          | Viktor Schmalko       | Onbekend    |
| Dmitriy Ignatiev    | Geen         | Michail Antonov       | Onbekend    |
| Dmitriy Kosyakov    | Geen         | Aleksander Bereskin   | Onbekend    |

### Renners
| Naam                | Geboortedatum    | Nationaliteit | Ploeg 2013   |
| ------------------- | ---------------- | ------------- | ------------ |
| Michail Akimov      | 17 april 1992    | Rusland       | Helicopters  |
| Ildar Arslanov      | 6 april 1994     | Rusland       | Neo          |
| Alexander Foliforov | 8 maart 1992     | Rusland       | Helicopters  |
| Igor Frolov         | 23 januari 1990  | Rusland       |              |
| Dmitriy Ignatiev    | 27 juni 1988     | Rusland       | Geen         |
| Roman Katirin       | 24 mei 1991      | Rusland       |              |
| Dmitriy Kosyakov    | 28 februari 1986 | Rusland       | Geen         |
| Artur Kovsch        | 15 april 1992    | Rusland       |              |
| Victor Manakov      | 9 juni 1992      | Rusland       | Team RusVelo |
| Sergej Nikolajev    | 5 februari 1988  | Rusland       |              |
| Maksim Pokidov      | 11 juli 1989     | Rusland       |              |
| Pavel Ptaschkin     | 23 juni 1990     | Rusland       | Lokosphinx   |
| Maksim Rasumov      | 12 januari 1990  | Rusland       |              |
| Mamir Stasch        | 4 mei 1993       | Rusland       | Helicopters  |
| Kirill Jazewitsch   | 9 januari 1992   | Rusland       | Helicopters  |
| Ajdar Sakarin       | 19 april 1994    | Rusland       | Helicopters  |
| Jewgeni Swerkow     | 2 februari 1993  | Rusland       |              |

## Seizoen 2013

### Overwinningen in de UCI Europe Tour
| Datum   | Wedstrijd                             | Cat. | Winnaar          |
| ------- | ------------------------------------- | ---- | ---------------- |
| 4 april | 2e etappe Grote Prijs van Sotsji      | 2.2  | Maksim Rasumov   |
| 5 april | 3e etappe Grote Prijs van Sotsji      | 2.2  | Maksim Rasumov   |
| 7 april | 5e etappe Grote Prijs van Sotsji      | 2.2  | Maksim Rasumov   |
| 7 mei   | 2e etappe Vijf ringen van Moskou      | 2.2  | Maksim Pokidov   |
| 5-9 mei | Eindklassement Vijf ringen van Moskou | 2.2  | Maksim Rasumov   |
| 5 juni  | 2e etappe Ronde van Slowakije         | 2.2  | Sergej Nikolajev |
| 22 juni | Russisch kampioenschap, Beloften      | CN   | Roman Katirin    |
| 23 juli | 1e etappe Ronde van de Elzas          | 2.2  | Maksim Pokidov   |

### Renners
| Naam                                  | Geboortedatum                         | Nationaliteit | Ploeg 2012   |
| ------------------------------------- | ------------------------------------- | ------------- | ------------ |
| Michail Antonov (vanaf 1 juni)        | 4 januari 1986                        | Rusland       | Lokosphinx   |
| Aleksander Bereskin                   | 17 juli 1993                          | Rusland       | Neo          |
| Igor Frolov                           | 23 januari 1990                       | Rusland       |              |
| Konstantin Jakimov                    | 13 januari 1991                       | Rusland       | Neo          |
| Kirill Jegorov                        | 3 augustus 1993                       | Rusland       | Neo          |
| Roman Katirin                         | 24 mei 1991                           | Rusland       | Neo          |
| Artur Kovsch                          | 15 april 1992                         | Rusland       | Neo          |
| Konstantin Kuperassov                 | 20 juni 1991                          | Rusland       | Geen         |
| Sergej Nikolajev                      | 5 februari 1988                       | Rusland       | Neo          |
| Maksim Pokidov                        | 11 juli 1989                          | Rusland       |              |
| Maksim Rasumov                        | 12 januari 1990                       | Rusland       |              |
| Aleksej Rjabkin                       | 23 november 1993                      | Rusland       | Neo          |
| Aleksander Rotjakov                   | 3 januari 1991                        | Rusland       | Geen         |
| Viktor Schmalko                       | 9 juli 1990                           | Rusland       | Geen         |
| Denis Schujkov                        | 12 oktober 1993                       | Rusland       | Neo          |
| Matvei Subov                          | 22 januari 1991                       | Rusland       | Team RusVelo |
| Jewgeni Swerkow                       | 2 februari 1993                       | Rusland       | Neo          |
| Stagiair                              | Stagiair                              | Nationaliteit | Ploeg 2012   |
| Nikita Kugajevski (vanaf 1 augustus)  | Nikita Kugajevski (vanaf 1 augustus)  | Rusland       | Neo          |
| Artur Schajmuratov (vanaf 1 augustus) | Artur Schajmuratov (vanaf 1 augustus) | Rusland       | Neo          |

## Overwinningen

### 2010
- De 6e etappe van de Ronde van Normandië
- De 1e etappe van de Ronde van Portugal
- La Côte Picarde
- 2 etappes in de Ronde van Slowakije
- 2 etappes in de Ronde van Bulgarije

### 2011
- Het kampioenschap van Rusland onder de 23 voor het Tijdrijden en op de weg
- 5 etappes in de Ronde van Bulgarije
- 2 etappes + eindklassement in de Ronde van Slowakije
- 2 etappes + eindklassement in de Tour des Pays de Savoie